# Atrichius
Atrichius là một chi bọ cánh cứng thuộc họ Scarabaeidae.